# ザ・バックヤード 知の迷宮の裏側探訪
『ザ・バックヤード 知の迷宮の裏側探訪』は、日本放送協会（NHK）で放送されている博物館や美術館、図書館、動物園、水族館、ホテルなどの裏側を紹介するテレビ番組。ナレーションは、俳優の中村倫也。

## 変遷
NHK BSプレミアムにて、2021年に3月27日と12月26日の2回放送された『探検!○○ミュージアムの舞台裏』を再編・発展させたもの。
2022年2月より3月までNHK BSプレミアムにて不定期で放送され、同年5月から6月までNHK Eテレにて放送。同年9月より新作が放送されるも、同年12月に終了。
2023年1月27日に再編・発展させた『発掘! キャンパス・ミュージアム』を放送。
2023年4月よりNHK Eテレにて放送。

## 放送内容
| 放送日   | タイトル                                                 | 出演                       | 内容                                                                   |
| -------- | -------------------------------------------------------- | -------------------------- | ---------------------------------------------------------------------- |
| 02月15日 | 東京大学総合博物館 研究者たちのイチオシお宝の数々        | 田中直樹 関根麻里          | 東京都文京区にある東京大学の総合研究博物館の裏側を取材。               |
| 02月16日 | 北海道大学総合博物館 北の勇者と宝探し!                   | 田中直樹 優木まおみ        | 北海道札幌市北区にある北海道大学総合博物館の裏側を取材。               |
| 02月22日 | 福井県立恐竜博物館 探検!恐竜ミュージアムの舞台裏         | 武井壮 鈴木福 杉浦友紀     | 福井県勝山市にある福井県立恐竜博物館の裏側を取材。                     |
| 03月15日 | 国立科学博物館 巨大クジラと植物の不思議                  | 滝藤賢一 伊集院光 杉浦友紀 | 東京都台東区にある国立科学博物館の裏側を取材。                         |
| 03月27日 | 沼津港深海水族館 光の当たらない世界の不思議              | 照英                       | 静岡県沼津市にある沼津港深海水族館の裏側を取材。                       |
| 05月04日 | 九州国立博物館 最新巨大ミュージアムの世界                | 渡辺裕太                   | 福岡県太宰府市にある九州国立博物館の裏側を取材。                       |
| 05月11日 | 東武動物公園 オモテからではわからない動物飼育の世界      | 金子貴俊                   | 埼玉県南埼玉郡宮代町にある東武動物公園の裏側を取材。                   |
| 06月01日 | 九州国立博物館 第2弾 巨大ミュージアムの最新技術          | 田中道子                   | 福岡県太宰府市にある九州国立博物館取材編その2。                        |
| 06月15日 | 大塚国際美術館 レプリカで楽しむ世界の名画                | 高橋ユウ                   | 徳島県鳴門市にある大塚国際美術館の裏側を取材。                         |
| 06月29日 | 京都府立図書館 日本最古の公立図書館の秘密                | 橘ケンチ                   | 京都府京都市左京区にある京都府立図書館の裏側を取材。                   |
| 09月07日 | JAXA種子島宇宙センター 世界一美しいロケット発射場        | JOY                        | 鹿児島県熊毛郡南種子町にあるJAXA種子島宇宙センターの裏側を取材。       |
| 09月14日 | 国立映画アーカイブ お宝映像の宝庫                        | 塚地武雅                   | 東京都中央区及び神奈川県相模原市にある国立映画アーカイブの裏側を取材。 |
| 09月28日 | 巨大ホテルの裏側 極上のおもてなし大作戦                  | 前川泰之                   | 東京都千代田区にあるホテルニューオータニの裏側を取材。                 |
| 10月05日 | 国立科学博物館 第2弾 圧巻!はく製コレクションと進化の秘密 | 伊集院光                   | 茨城県つくば市にある国立科学博物館 筑波研究施設を取材、第2弾。         |
| 10月12日 | 東武動物公園 絶滅から守れ!繁殖最前線                     | 山之内すず                 | 埼玉県南埼玉郡宮代町にある東武動物公園の裏側を取材。第2弾。            |
| 12月07日 | 京都府立植物園 日本最古の公立総合植物園                  | 岡田結実                   | 京都府京都市左京区にある京都府立植物園の裏側を取材。                   |

| 放送日   | タイトル                         | 出演                | 内容                                                                                              |
| -------- | -------------------------------- | ------------------- | ------------------------------------------------------------------------------------------------- |
| 04月05日 | 海洋研究開発機構（JAMSTEC）      | 照英                | 神奈川県横須賀市にある海洋研究開発機構の裏側を取材。                                              |
| 04月12日 | 鹿児島県歴史・美術センター黎明館 | 副島淳              | 鹿児島県鹿児島市にある資料館・鹿児島県歴史・美術センター黎明館の裏側を取材。                      |
| 04月19日 | 国立音楽大学楽器学資料館         | 松井咲子            | 東京都立川市にある国立音大の楽器学資料館の裏側を取材。                                            |
| 04月26日 | 九州大学総合研究博物館           | 浅利陽介            | 福岡県福岡市東区にある九大の総合研究博物館の裏側を取材。                                          |
| 05月17日 | 藤田医科大学病院                 | コカドケンタロウ    | 愛知県豊明市にある藤田医大病院の裏側を取材。                                                      |
| 05月24日 | アクアマリンふくしま             | 杉浦太陽            | 福島県いわき市にあるふくしま海洋科学館（通称：アクアマリンふくしま）の裏側を取材。                |
| 05月31日 | 大阪大学総合学術博物館           | 田中直樹            | 大阪府豊中市にある阪大の総合学術博物館の裏側を取材。                                              |
| 06月07日 | 造幣局                           | 水谷隼              | 大阪府大阪市北区にある造幣局の裏側を取材。                                                        |
| 06月21日 | 国立天文台三鷹本部               | 春香クリスティーン  | 東京都三鷹市にある国立天文台本部キャンパスの裏側を取材。                                          |
| 06月28日 | 国立公文書館 第1弾               | 又吉直樹            | 東京都千代田区にある国立公文書館の裏側を取材。                                                    |
| 07月05日 | 国立公文書館 第2弾               | 又吉直樹            | 東京都千代田区にある国立公文書館の裏側を取材その2。                                               |
| 07月12日 | 大原美術館                       | とよた真帆          | 岡山県倉敷市にある大原美術館の裏側を取材。                                                        |
| 07月26日 | 高知県立のいち動物公園           | 井上咲楽            | 高知県香南市にある高知県立のいち動物公園の裏側を取材。                                            |
| 08月02日 | 高知県立のいち動物公園 第2弾     | 井上咲楽            | 高知県香南市にある高知県立のいち動物公園の裏側を取材。第2弾。                                     |
| 08月09日 | 京都国際マンガミュージアム       | 高橋みなみ          | 京都府京都市中京区にある京都国際マンガミュージアムの裏側を取材。                                  |
| 08月16日 | 鶴岡市立加茂水族館               | 関根麻里            | 山形県鶴岡市にある世界一のクラゲ展示で有名な鶴岡市立加茂水族館の裏側を取材。                      |
| 09月06日 | 国立歴史民俗博物館               | 篠山輝信            | 千葉県佐倉市にある国立歴史民俗博物館の裏側を取材。                                                |
| 09月13日 | 日本モンキーセンター             | 渡辺裕太            | 愛知県犬山市にある55種750頭のサル類を飼育するサル類専門動物園、日本モンキーセンターの裏側を取材。 |
| 09月20日 | 東洋文庫                         | 平井まさあき        | 東京都文京区にある東洋学研究図書館、東洋文庫の裏側を取材。                                        |
| 09月27日 | 鳥羽水族館                       | 潮田玲子            | 三重県鳥羽市にある約1,200種の展示生物を誇る株式会社立の水族館、鳥羽水族館の裏側を取材。           |
| 10月11日 | 日本科学未来館                   | 加藤諒              | 東京都江東区にある日本科学未来館の共同研究室エリアを取材。                                        |
| 10月18日 | 国立民族学博物館                 | ハリー杉山          | 大阪府吹田市にある国立民族学博物館の裏側を取材。                                                  |
| 10月25日 | 防災科学技術研究所               | 永島聖羅            | 茨城県つくば市にある防災科学技術研究所の裏側を取材。                                              |
| 11月01日 | 京都国際マンガミュージアム 第2弾 | 高橋みなみ 矢部太郎 | 京都府京都市中京区にある京都国際マンガミュージアムの裏側を取材。第2弾                             |
| 11月15日 | 国際日本文化研究センター         | 塚地武雅            | 京都府京都市西京区にある国際日本文化研究センターの裏側を取材。                                    |
| 11月22日 | 東京メトロ                       | 徳永ゆうき          | 東京都江東区にある東京メトロ総合研修訓練センターで乗務員の緊急用鞄、駅新設備などを取材。          |
| 11月29日 | アクアワールド茨城県大洗水族館   | 錦笑亭満堂          | 茨城県東茨城郡大洗町にある60種のサメを展示するアクアワールド・大洗の裏側を取材。                  |
| 12月06日 | ハイパーレスキュー NAGOYA        | みやぞん            | 愛知県名古屋市中区にある名古屋市消防局の特別高度救助隊（愛称：ハイパーレスキューNAGOYA）を取材。  |

| 放送日 | タイトル                                | 出演                   | 内容                                                                                        |
| --- | --------------------------------------- | ---------------------- | ------------------------------------------------------------------------------------------- |
| 01月10日 | 広島市安佐動物公園                      | 田中直樹               | 広島県広島市安佐北区にある安佐動物公園の裏側を取材。                                        |
| 01月24日 | 気象庁                                  | 大家志津香             | 東京都港区にある気象庁の裏側を取材。                                                        |
| 01月31日 | 国立国会図書館                          | 都留拓也               | 東京都千代田区にある国立国会図書館の裏側を取材。                                            |
| 02月14日 | 国立スポーツ科学センター                | 高岸宏行               | 東京都北区にある国立スポーツ科学センターを取材。                                            |
| 02月21日 | 広島市安佐動物公園 第2弾                | 田中直樹               | 広島県広島市安佐北区にある安佐動物公園の裏側を取材。第2弾。                                 |
| 02月28日 | 千葉県立中央博物館                      | たけうちほのか         | 千葉県千葉市中央区にある千葉県立中央博物館の裏側を取材。                                    |
| 03月06日 | 国立印刷局                              | 坪倉由幸               | 東京都北区にある国立印刷局東京工場を取材。                                                  |
| 03月27日 | 東京動物専門学校                        | 平井まさあき           | 千葉県富里市にある東京動物専門学校富里キャンパスを取材。                                    |
| 04月03日 | 東京スカイツリー                        | 須貝駿貴               | 東京都墨田区にある東京スカイツリーの裏側を取材。                                            |
| 04月10日 | 横手市増田まんが美術館                  | 秋山寛貴               | 秋田県横手市にある横手市増田まんが美術館の裏側を取材。                                      |
| 04月17日 | 浜松市楽器博物館                        | 浜野謙太               | 静岡県浜松市にある浜松市楽器博物館の裏側を取材。                                            |
| 05月08日 | 東武ワールドスクウェア                  | ナオト・インティライミ | 栃木県日光市にある東武ワールドスクウェアの裏側を取材。                                      |
| 05月15日 | 八景島シーパラダイス アクアミュージアム | 中村倫也               | 神奈川県横浜市金沢区にある八景島シーパラダイス内のアクアミュージアムの裏側を取材。          |
| 05月22日 | ハウステンボス                          | 福田愛依               | 長崎県佐世保市にあるハウステンボスの裏側を取材。                                            |
| 05月29日 | 三段峡                                  | 牧田習                 | 広島県山県郡安芸太田町及び北広島町にある三段峡を取材。                                      |
| 06月12日 | 吉野ヶ里遺跡                            | 金子貴俊               | 佐賀県神埼郡吉野ヶ里町及び神埼市にある吉野ヶ里遺跡の裏側を取材。                            |
| 06月19日 | 瀬戸大橋                                | 田中道子               | 岡山県倉敷市と香川県坂出市を結ぶ全10橋「瀬戸大橋」の裏側を取材。                            |
| 06月26日 | 東京文化財研究所                        | 平井まさあき           | 東京都台東区にある東京文化財研究所の裏側を取材。                                            |
| 07月03日 | JR東日本総合研修センター                | 伊藤壮吾               | 福島県白河市にある東日本旅客鉄道総合研修センターを取材。                                    |
| 07月17日 | 生命の星・地球博物館                    | 村木風海               | 神奈川県小田原市にある神奈川県立生命の星・地球博物館の裏側を取材。                          |
| 07月24日 | サンシャイン水族館                      | つるの剛士             | 東京都豊島区にあるサンシャイン水族館の裏側を取材。                                          |
| 09月04日 | 関西国際空港                            | 小田井涼平             | 大阪府泉南郡田尻町にある関西国際空港の裏側を取材。                                          |
| 09月11日 | 海遊館                                  | 中山エミリ             | 大阪府大阪市港区にある海遊館の裏側を取材。                                                  |
| 09月25日 | 美浦トレーニング・センター              | 金子貴俊               | 茨城県稲敷郡美浦村にある美浦トレーニングセンターの裏側を取材。                              |
| 10月02日 | JR東日本 豊田車両センター               | 徳永ゆうき             | 東京都日野市にあるJR東日本の豊田車両センターの裏側を取材。                                  |
| 10月16日 | 理化学研究所 放射光科学研究センター     | 藤本淳史               | 兵庫県佐用郡佐用町にある理化学研究所放射光科学研究センター（SPring-8、SACLA）の裏側を取材。 |
| 10月23日 | 長崎ペンギン水族館                      | 平井まさあき           | 長崎県長崎市にある長崎市立の長崎ペンギン水族館の裏側を取材。                                |
| 10月30日 | 東京国立近代美術館                      | 春香クリスティーン     | 東京都千代田区にある東京国立近代美術館の裏側を取材。                                        |
| 11月13日 | よこはま動物園ズーラシア                | 田中直樹               | 神奈川県横浜市旭区にあるよこはま動物園ズーラシアの裏側を取材。                              |
| 11月20日 | 消防研究センター                        | ワタリ119              | 東京都調布市にある消防庁消防大学校消防研究センターを取材。                                  |
| 11月27日 | 足立美術館                              | 雛形あきこ 天野浩成    | 島根県安来市にある足立美術館の庭園部の裏側を取材。                                          |
| 12月04日 | 海上災害防止センター（MDPC）            | 照英                   | 千葉県富津市にある海上災害防止センターの消防演習場を取材。                                  |
| なお、5月3日には「中村倫也セレクション いきものスペシャル」と題し、過去の動物園訪問時の映像の一部や、5月15日放映の横浜・八景島シーパラダイス「アクアミュージアム」バックヤードツアーの一部が特別編として放映された。 |                                         |                        |                                                                                             |

| 放送日 | タイトル                                    | 出演             | 内容 |
| --- | ------------------------------------------- | ---------------- | --- |
| 01月08日 | 沖縄美ら海水族館 第一弾                     | 田中道子         | 沖縄県国頭郡本部町の国営沖縄記念公園にある沖縄美ら海水族館の裏側を取材。                                                                         |
| 01月15日 | 沖縄美ら海水族館 第二弾                     | 田中道子         | 沖縄県国頭郡本部町の国営沖縄記念公園にある沖縄美ら海水族館の裏側を取材。                                                                         |
| 01月22日 | 長野県立歴史館                              | 島田秀平         | 長野県千曲市にある長野県立歴史館の裏側を取材。                                                                                                   |
| 01月29日 | 天王寺動物園                                | 松村沙友理       | 大阪府大阪市天王寺区の天王寺公園内にある天王寺動物園の裏側を取材。                                                                               |
| 02月12日 | 東北大学                                    | 潮田玲子         | 宮城県仙台市青葉区にある東北大学の裏側を取材。                                                                                                   |
| 02月19日 | 国土地理院                                  | たける           | 茨城県つくば市にある国土地理院の裏側を取材。 |
| 03月05日 | 文化服装学院                                | コカドケンタロウ | 東京都渋谷区代々木にある文化服装学院の裏側を取材。                                                                                               |
| 04月02日 | 名古屋港水族館                              | 牧田習           | 愛知県名古屋市港区にある名古屋港水族館の裏側を取材。                                                                                             |
| 04月09日 | 東京湾アクアライン                          | トラウデン直美   | 神奈川県川崎市から東京湾を横断して千葉県木更津市に至る東京湾アクアラインの裏側を取材。                                                           |
| 04月23日 | 東京藝術大学大学美術館                      | 市川紗椰         | 東京都台東区上野公園の東京芸術大学上野キャンパス、及び茨城県取手市の取手キャンパス構内にある東京芸術大学大学美術館（本館・取手館）の裏側を取材。 |
| 05月07日 | 滋賀県立琵琶湖博物館                        | 高橋ユウ         | 滋賀県草津市にある滋賀県立琵琶湖博物館の裏側を取材。                                                                                             |
| 05月14日 | 京都鉄道博物館                              | 松井玲奈         | 京都府京都市下京区にある京都鉄道博物館の裏側を取材。                                                                                             |
| 05月21日 | 鹿児島市平川動物公園                        | 田中直樹         | 鹿児島県鹿児島市平川町にある鹿児島市平川動物公園の裏側を取材。                                                                                   |
| 05月28日 | 須賀川特撮アーカイブセンター                | 塚地武雅         | 福島県須賀川市にある須賀川特撮アーカイブセンターの裏側を取材。                                                                                   |
| 06月11日 | 川崎市動物愛護センター アニマモールかわさき | 寺田心           | 神奈川県川崎市にある川崎市動物愛護センター アニマモールかわさきの裏側を取材。                                                                    |
| 06月18日 | 小石川植物園                                | 石田たくみ       | 東京都文京区にある東京大学大学院理学系研究科附属植物園（通称：小石川植物園）の裏側を取材。                                                       |
| 06月25日 | 笠岡市立カブトガニ博物館                    | 井上咲楽         | 岡山県笠岡市にある笠岡市立カブトガニ博物館の裏側を取材。                                                                                         |
| 07月09日 | 東京農業大学                                | 高島礼子         | 神奈川県厚木市にある東京農業大学厚木キャンパスの裏側を取材。                                                                                     |
| 07月16日 | 横浜開港資料館                              | ビビる大木       | 神奈川県横浜市中区にある横浜開港資料館の裏側を取材。                                                                                             |
| 07月30日 | フォッサマグナミュージアム                  | 酒井美紀         | 新潟県糸魚川市にあるフォッサマグナミュージアムの裏側を取材。                                                                                     |
| なお、2025年2月26日には「追跡特集! 新たな命と技術と発見と」と題し、過去の放送のその後などが特別編として放映された。 |                                             |                  | |